# Umarizal
Umarizal là một đô thị thuộc bang Rio Grande do Norte, Brasil. Đô thị này có diện tích 213,582 km², dân số năm 2007 là 11098 người, mật độ 52 người/km².